# La Puebla de Arganzón
La Puebla de Arganzón egy község Spanyolországban, Burgos tartományban. La Puebla de Arganzón Condado de Treviño, Ribera Alta/Erriberagoitia, Iruña de Oca/Iruña Oka és Vitoria-Gasteiz községekkel határos. Lakosainak száma 557 fő (2024).
Condado de Treviño községgel együtt alkotja az úgynevezett treviñói enklávét: ez Burgos tartományhoz tartozik ugyan, de teljes egészében a baszkföldi Álava tartomány veszi körül.

## Népesség
A település népessége az utóbbi években az alábbiak szerint változott:
| Lakosok száma | 399  | 465  | 456  | 529  | 517  | 531  | 489  | 506  | 513  | 557  |
|               | 2001 | 2004 | 2006 | 2009 | 2011 | 2014 | 2016 | 2019 | 2021 | 2024 |